# Liste der Bodendenkmäler in Herne
Die Liste der Bodendenkmäler in Herne enthält die denkmalgeschützten unterirdischen baulichen Anlagen, Reste oberirdischer baulicher Anlagen, Zeugnisse tierischen und pflanzlichen Lebens und paläontologischen Reste auf dem Gebiet der Stadt Herne in Nordrhein-Westfalen (Stand: 14. Juli 2016). Diese Bodendenkmäler sind in Teil B der Denkmalliste der Stadt Herne eingetragen; Grundlage für die Aufnahme ist das Denkmalschutzgesetz Nordrhein-Westfalen (DSchG NRW).
| Bild           | Bezeichnung                                 | Lage                       | Beschreibung | Bauzeit | Eingetragen seit | Denkmal- nummer |
| -------------- | ------------------------------------------- | -------------------------- | ------------ | ------- | ---------------- | --------------- |
| weitere Bilder | Grabhügelgruppe                             | Gysenberger Wald           |              |         | 12.02.1992       | 1               |
| weitere Bilder | Standort des ehemaligen Hauses und Bollwerk | Straßenzug Altcrange Karte |              |         | 02.06.1995       | 2               |